# Meyrignac-l’Église
Meyrignac-l’Église – miejscowość i gmina we Francji, w regionie Nowa Akwitania, w departamencie Corrèze.
Według danych na rok 1990 gminę zamieszkiwało 40 osób, a gęstość zaludnienia wynosiła 4 osoby/km² (wśród 747 gmin Limousin Meyrignac-l’Église plasuje się na 541. miejscu pod względem liczby ludności, natomiast pod względem powierzchni na miejscu 557.).